# Way Down in the Hole
Way Down in the Hole est une chanson blues écrite par Tom Waits. Elle se retrouve sur l'album Frank's Wild Years, sorti en 1987.

## The Wire
La chanson est renommée pour avoir été utilisée comme chanson thème de la série télévisée américaine The Wire,. Chaque saison utilise un enregistrement différent de la chanson : dans l'ordre chronologique des saisons, les versions successives sont interprétées par The Blind Boys of Alabama, Tom Waits, The Neville Brothers, DoMaJe et Steve Earle.